# Escalonilla
Escalonilla és un municipi de la província de Toledo, a la comunitat autònoma de Castella la Manxa. Limita amb Santo Domingo-Caudilla al nord, Gerindote i Burujón a l'est, La Puebla de Montalbán al sud i Carmena a l'oest.

## Fills il·lustres
- Fabián García Pacheco compositor i mestre de capella (1725-1808)

## Demografia
| 1996  | 1998  | 1999  | 2000  | 2001  | 2002  | 2003  | 2004  | 2005  | 2006  |
| ----- | ----- | ----- | ----- | ----- | ----- | ----- | ----- | ----- | ----- |
| 1.451 | 1.452 | 1.443 | 1.432 | 1.404 | 1.398 | 1.424 | 1.443 | 1.470 | 1.505 |

## Administració
| Període      | Nom de l'alcalde/-essa      | Partit polític | Data de possessió |
| ------------ | --------------------------- | -------------- | ----------------- |
| 1979 - 1983  | Ángel Pedro Aguado Jiménez  | UCD            | 19/04/1979        |
| 1983 - 1987  | Ángel Pedro Aguado Jiménez  | AP/PDP/UL      | 28/05/1983        |
| 1987 - 1991  | Ángel Pedro Aguado Jiménez  | PP             | 30/06/1987        |
| 1991 - 1995  | Ángel Pedro Aguado Jiménez  | PP             | 15/06/1991        |
| 1995 - 1999  | Ángel Pedro Aguado Jiménez  | PP             | 17/06/1995        |
| 1999 - 2003  | Ángel Pedro Aguado Jiménez  | PP             | 03/07/1999        |
| 2003 - 2007  | Ángel Pedro Aguado Jiménez  | PP             | 14/06/2003        |
| 2007 - 2011  | Sonia María Gómez Fernández | PP             | 16/06/2007        |
| 2011 - 2015  | n/d                         | n/d            | 11/06/2011        |
| 2015 - 2019  | n/d                         | n/d            | 13/06/2015        |
| 2019 - 2023  | n/d                         | n/d            | 15/06/2019        |
| Des del 2023 | n/d                         | n/d            | 17/06/2023        |